# Independência FC
Independência FC is een Braziliaanse voetbalclub uit Rio Branco in de staat Acre

## Geschiedenis
De club werd opgericht in 1946 en debuteerde dat jaar meteen in de hoogte klasse van het Campeonato Acreano. De club won elf keer de titel en speelde onafgebroken in de hoogste klasse tot 2012. In 2019 keerde de club terug, maar trok zich na dat seizoen vrijwillig terug uit de competitie wegens financiële problemen. Sinds 2022 speelt de club terug in de hoogste klasse en werd in 2024 opnieuw kampioen, voor het eerst in 26 jaar. 

## Erelijst
Campeonato Acreano
1954, 1958, 1959, 1960, 1963, 1970, 1972, 1974, 1985, 1988, 1993, 1998, 2024